# 개느삼
개느삼(Echinosophora koreensis Nakai)은 콩과 회화나무속에 속하는 식물로, 해발 100~200m의 낮은 산기슭에서 자생한다. 낙엽 활엽 관목으로 함경남도, 평안남도 및 강원도 북부의 고유종이다. 
개느삼은 줄기가 굵으며 키는 1m 정도로 자라고 넓은 잎은 봄에 돋았다가 가을에 떨어진다. 꽃은 황금색으로 이른 봄에 피며 줄기의 끝부분이 약간 꼬부라지는 것이 특징이다.

## 속명
조선자괴, 염주나무, 개미풀(강원지방), 개고삼, 느삼나무

## 생태
개느삼의 자생지로는 함경남도 신흥군과 북청, 평안남도 맹산군, 우리나라 중부지방, 북부지방 즉 강원도 양구군 순으로 알려져 있다.  해발 100~300m 지역 산기슭, 구릉지 등에 자생한다.
햇빛이 잘 드는 양지에서 잘 자라며 토양은 배수성이 양호한 사질양토에서 군락을 형성하며 자란다. 척박지에서도 잘 자라나 적절한 시비관리는 생육 상태를 좋게 한다. 내한성과 내건성이 강하다.
식물체 높이 50~100cm, 잎은 어긋나기하며 홀수깃모양겹잎으로 길이는 4~6cm이다. 잎의 표면은 녹색이며 뒷면은 회백색이고 비단털이 빽빽하게 덮여있다. 소엽은 13~27개로 타원형이며 잎끝은 작은 오목형이고 원저이며 길이가 8~10mm로 뒷면에 흰색 밀모가 있으며 작은잎자루와 꽃대축에 털이 많다.
총상꽃차례는 길이 3~5cm로 새가지 끝에서 나와 5~6개의 꽃이 달리고, 꽃은 길이가 15mm로 노란색으로 털이 있고, 작은포는 피침형이며 검은빛이 돌고 털이 있고, 꽃받침은 5개로 갈라지며 뒤쪽의 2개가 약간 작고 꽃받침통에 털이 존재하며, 5월에 개화한다. 
협과의 길이는 7cm로 겉에 돌기가 많으며 7월에 성숙한다. 꼬투리열매는 길고 둥근기둥모양이며 마디는 잘록해져서 염주모양을 이루며 2~3개의 씨가 들어있다. 줄기는 곧게 서서 자라고 가지는 털이 있으며 암갈색이고, 동아는 털로 덮여 있어 보이지 않고 잎자국이 돌출하여 양쪽에 침상의 포가 있다. 
뿌리는 땅속줄기로 번식하고 수피는 암갈색 가지는 털이있다. 척박한 경사지에 식재하거나 절개사면 녹화용으로 이용할 수 있다.

## 참고자료
- <한국의 야생화와 자원식물 2>(김태정, 서울대학교출판부, 2008) ISBN 978-89-521-0896-8 04480
- <한국의 야생식물>(고경식, 전의식, 일진사, 2003) ISBN 89-429-0703-2
- <야생식물 생태도감>(고경식, 우성문화사, 1993) P.152
- <한국의 자원식물Ⅱ>(김태정, 서울대학교출판부, 1966) ISBN 89-7096-995-0p.202